# Fangzahnfische
Die Fangzahnfische oder Blattschupper (Anoplogaster) sind Tiefseefische aus der Ordnung der Trachichthyiformes, mit einer weltweiten Verbreitung in tropischen und gemäßigten Meeren. Die Familie enthält nur zwei sehr ähnliche Arten in einer Gattung.

## Aussehen
Fangzahnfische sind wie die meisten Tiefseefische klein, Anoplogaster cornuta wird 15 Zentimeter lang, Anoplogaster brachycera wird nur sechs Zentimeter lang.
Kopf und Maul (s. Fischschädel) sind sehr groß. Die Augen sind verhältnismäßig klein. Der Körper ist seitlich stark zusammengedrückt und von dunkelbrauner bis schwarzer Farbe. Die Flossen sind klein, ohne Hartstrahlen. Die Seitenlinie ist gut entwickelt und setzt sich in Form von schleimgefüllten Rinnen auf dem Schädel fort. 
Bei den Erwachsenen sind die größten zwei Reißzähne des Unterkiefers so lang, dass die Fangzahnfische auf beiden Seiten des Gehirns ein Paar Hohltaschen entwickelt haben, um die Zähne unterzubringen, wenn das Maul geschlossen ist. Diese Zähne sind (im Verhältnis zur Körperlänge) die längsten aller bekannten Meeresfische. Die Jugendlichen unterscheiden sich morphologisch sehr deutlich: Anders als die Erwachsenen besitzen sie lange Dorne auf dem Kopf, größere Augen, eine funktionsfähige Schwimmblase, lange Kiemen, viel kleinere Zähne und sind von hellgrauer Farbe. Die Unterschiede sind so groß, dass die Jungfische als andere Arten, Caulolepis longidens und Caulolepis subulidens, beschrieben wurden.

## Lebensweise
Fangzahnfische leben pelagisch zwischen 200 und 5.000 Metern Tiefe. 
Sie machen eine Vertikalwanderung. Tagsüber halten sie sich in größeren Tiefen auf und wandern in der Nacht in höhere Wasserschichten. Sie leben einzeln oder in kleinen Gruppen. 
Fangzahnfische ernähren sich räuberisch von anderen Fischen und Kalmaren, wobei sie auch Beute verschlingen können, die fast so groß ist wie sie selbst. Die Jungtiere, die noch kleine Zähne haben, filtrieren mit ihren langen Kiemen Zooplankton aus dem Wasser.
Sie werden selber durch große pelagische Fische wie Thunfische und Marline gefressen. 
Fangzahnfische können im Gegensatz zu anderen Tiefseefischen über Monate in Aquarien am Leben gehalten werden.

## Fortpflanzung
Fangzahnfische haben planktonische Larven. Bei einer Länge von ungefähr acht Zentimetern bekommen die jungen Fische die Gestalt der Erwachsenen und steigen in tieferes Wasser ab. Sie wachsen vermutlich langsam, wie die meisten Tiefseefische.

## Arten
- Anoplogaster brachycera (Valenciennes, 1833)
- Anoplogaster cornuta (Kotlyar, 1986)